# Герб Польской Республики (1927—1939)
Ге́рб По́льской Респу́блики в 1927—1939 года́х (пол. Godło Rzechpospolita Polska 1927—1939) — один из основных государственных символов Польши. Первоначально был принят в 1919 году, в дальнейшем 27 декабря 1927 года (который также является официальным гербом современной Польши). В отличие от современной версии герба, у него есть золотой контур, и красный цвет поля более яркий. Был отменён в результате немецкой оккупации и заменён её символикой. Является прообразом ряда польских гербов и других символов. Центральный элемент — белый орёл с золотыми когтями и короной.

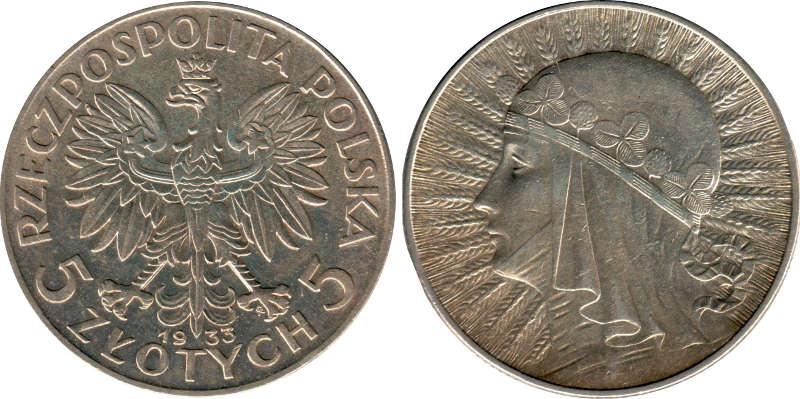

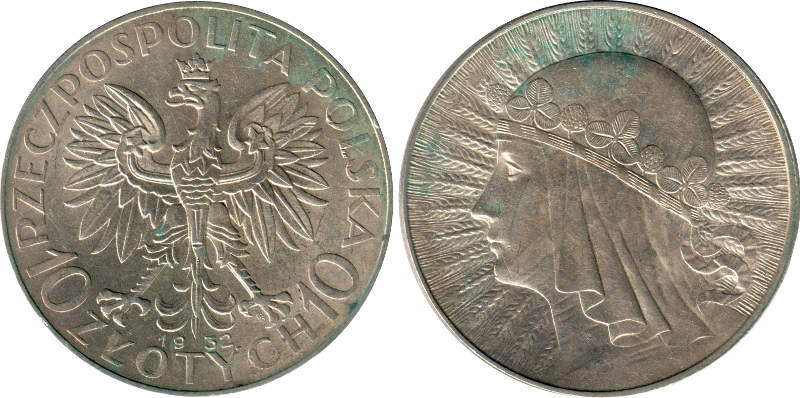
Польские монеты — типичный пример использования герба.

Чеканился на монетах и печатался на купюрах Польши, а также использовался на государственных документах. Особенно популярен в настоящее время в различных польских сферах культуры, в том числе политической сфере. Один из древнейших гербов, используемых в Европе и один из древнейших в мире. В настоящее время популярен среди оппозиции и был детально описан в конституции. В качестве герба правительства в изгнании использовался в 1956—1990 годах, но с изменением короны. Формально описание орла герба повторяет нынешнее.
Польский герб имеет своё значение в современном виде со времён Речи Посполитой и первоначально использовался в королевской гербе. После прекращения существования Польской Народной Республики и создания Третьей Речи Посполитой данный герб снова приобрёл статус официального. Первая версия герба представляла герб Царства Польского.

## История
Первая официальная версия герба появилась в 1919 году, и представляет собой немного изменённую версию герба Царства Польского. Он представлял собой изображение орла с распущенными крыльями. В то время он использовался на официальном уровне в различных сферах деятельности, в том числе на монетах. Для обновления польского герба использовали ряд проектов, в последствии был выбран с золотым контуром и золотыми когтями. Согласно распространённой версии, красный цвет обозначает мужество и дань Польши своим славянским корням. Герб окружает золотой контур, который обозначает богатство. Спустя несколько дней после утверждения стал использоваться рядом организаций. После расширения территории Польши (присоединения к ней части БССР) стал использоваться там. В настоящее время существует несколько разновидностей герба, однако часто использовался с золотым контуром. Внешне он схож с гербом современной Польши, и является одним из неотъемлемых символов Польши того времени.

### Прочие сведения
В настоящее время герб Польской Республики используется как один из государственных символов «польской истории» и неоднократно показывался на телевидении и других СМИ. Также он оценивается как один из красивейших символов страны за всё время. Во времена Польской Народной Республики немного изменённая версия герба начиная с 1956 года использовалась для обозначения правительства в изгнании. В большинстве случаев он неоднократно именуется как просто «белый орёл». Также он используется в различных исторических организациях. Во времена существования государства до 1939 года он использовался на пограничных пунктах. Соотношение герба — 1/2. После вторжения Германии в страну в 1939 году он был изменён на нацистскую символику.
А после принятия социалистического правительства в Польше (см. Польская Народная Республика) корона исчезнет с герба, подчеркнув другой режим правления. Правительство в изгнании, в свою очередь, продолжало использовать вариант герба с короной.

### Описание и значение цветов
Среди прочих, существует такое описание герба, хотя иногда нет единого мнения. Первые сведения о польском гербе относятся к 1000-м годам.

В красном гербе с золотым контуром имеется изображение белого орла, с золотой короной и позолоченными когтями. Красный цвет обозначает принадлежность поляков к славянам, золотой цвет — богатство и изобилие, орёл — силу и могущество.

В большинстве случаев изображение орла на гербе связывают с легендой. Согласно ей, Лех, прародитель польского государства, увидел орла парящим в небе. Герб Польской Республики не изменился практически начиная с 1939 года, и в настоящее время один из старейших ныне используемых гербов в Европе и в мире. Ныне герб и его значение цветов, в частности косательно орла ставится под вопрос. Также в настоящее время является одним из самых популярных вопросов среди польских символов. Это толкование значение цветов существует, по крайней мере, со времён Речи Посполитой. Некоторые люди считают, что для изображения на гербе орлу мало показаться на глаза прародителю. Вероятнее всего, красный цвет повторяет флаг Польши, который существовал со времён Первой мировой войны.